# Лугард, Фредерик
Сэр Фредерик Джон Дилтри Лугард (англ. Frederick John Dealtry Lugard; 22 января 1858 — 11 апреля 1945), 1-й барон Лугард — британский военный, исследователь Африки, колониальный администратор.

## Биография
Фредерик Лугард родился в 1858 году в Мадрасе, в семье военного капеллана преподобного Фредерика Груэбера Лугарда, но рос в Вустере в Англии. В 1878 году вступил в 9-й полк Британской армии, в его размещавшийся в Индии 2-й батальон, и в его составе участвовал в англо-афганской войне (1879—1880), Суданской кампании (1884—1885), англо-бирманской войне (1886—1887). В 1887 году был награждён орденом «За выдающиеся заслуги».
В мае 1888 года Лугард командовал экспедицией, организованной британскими поселенцами в Ньясаленде против арабских работорговцев на озере Ньяса, в ходе которой получил несколько ранений. Покинув Ньясаленд, он в апреле 1889 года поступил на службу к Британской Восточно-Африканской компании. На этой службе он исследовал район реки Ати-Галана-Сабаки, а также разработал схему освобождения рабов в материковых владениях султаната Занзибар. В 1890 году компания направила Лугарда в Уганду, где он обеспечил британское доминирование в регионе и положил конец местным беспорядкам.
С 26 декабря 1890 года по май 1892 года Лугард был военным администратором Уганды. В этот период он совершил путешествие вокруг гор Рувензори до озера Эдуард, нанеся на карту большую территорию. Также он посетил озеро Альберт, и вывел несколько тысяч суданцев, оставленных на его побережье Эмин-пашой и Генри Стэнли после экспедиции по спасению Эмин-паши. Вернувшись в 1892 году в Великобританию, Лугард сумел отговорить премьер-министра Гладстона и его кабинет от оставления Уганды.
В 1894 году Королевская Нигерская компания направила Лугарда в Боргу, где он заключил договор с туземным королём, чем упрочил английское влияние в этой стране. В 1896—1897 годах по поручению Британской Компании Западного Чартерленда Лугард совершил путешествие к озеру Нгами.
От Нгами Лугард был отозван британским правительством, и послан в Западную Африку, где ему было поручено создать из местных туземцев силы для защиты британских колониальных владений в Нигерии от французов. В августе 1897 года Лугард создал Королевские Западно-Африканские Пограничные Силы, и командовал ими до конца декабря 1899 года, когда спор с Францией был урегулирован.
В 1900 году Лугард был назначен высшим комиссаром протектората Северная Нигерия, в 1901 году был произведён в рыцари. Возглавляемые Лугардом военные кампании против эмирата Кано и государства Сокото позволили расширить контролируемую Великобританией территорию.
В 1906 году Лугард завершил пребывание на посту высшего комиссара Северной Нигерии, а в 1907 году был назначен губернатором Гонконга. Во время своего пребывания на этом посту Лугард предложил вернуть Китаю Вэйхайвэй в обмен на отделение в пользу Великобритании арендованных Новых Территорий, но это предложение не было одобрено его начальством. В 1911 году он основал Гонконгский университет.
В 1912 году Лугард вернулся в Нигерию в качестве губернатора двух протекторатов. Его задачей было слияние их в единую колонию. Несмотря на сопротивление этому процессу в Лагосе, на остальной части территории проблем не возникло. С 1914 по 1919 годы Фредерик Лугард был генерал-губернатором единой колонии Нигерия. Известен своим предложением о национализации земли на острове Лагос, против чего выступила партия «Народный союз» во главе с Джоном К. Рэндлом и Орисадипе Обаса.
В 1922 году Лугард опубликовал книгу «The Dual Mandate in British Tropical Africa», в которой он описал методы, которые он рекомендовал применять в британских колониях в Африке. Он пропагандировал методы непрямого управления, распространение христианства, а также настаивал, чтобы Великобритания закрепила за собой территории, на которые ещё не предъявили права другие колониальные державы.
С 1922 по 1936 годы Лугард был представителем Великобритании в Постоянной комиссии Лиги наций по вопросам мандатных территорий. В этот период он работал сначала во Временной комиссии по вопросам рабства, и был вовлечён в подготовку Конвенции 1926 года о запрете рабства и работорговли. С 1925 по 1941 годы Лугард входил также в Комитет экспертов по туземному труду Международной организации труда.